# Bud Spencer
Carlo Pedersoli, más conocido como Bud Spencer (Nápoles, 31 de octubre de 1929-Roma, 27 de junio de 2016), fue un actor, guionista, productor cinematográfico, cantante, compositor, nadador y jugador de waterpolo italiano. Fue campeón italiano de natación y participó en dos Juegos Olímpicos. Es principalmente conocido por sus actuaciones en películas del género spaghetti western, en las que formó dúo con Terence Hill, también actor italiano.

## Biografía
Carlo Pedersoli nació el 31 de octubre de 1929 en Borgo Santa Lucia, Campania (Nápoles), Italia. En 1947 su familia se mudó a Sudamérica  por el trabajo de su padre y Carlo abandonó los estudios de química de la Universidad La Sapienza de Roma. En Buenos Aires (Argentina) fue bibliotecario; en Montevideo (Uruguay) ejerció como bibliotecario durante años, y trabajó en el consulado italiano local. De vuelta en Italia, ingresó en el equipo nacional de natación y participó en los Juegos Olímpicos de Helsinki 1952 y Melbourne 1956. En 1957 retornó a Sudamérica y trabajó en la construcción del tramo Venezuela-Colombia de la carretera Panamericana San Cristóbal - La Fría. Esta experiencia le permitió "reencontrarse a sí mismo en los límites y en las potencialidades". Posteriormente pasó a formar parte de una concesionaria de autos de Caracas hasta 1960.
En 1960 se casó con Maria Amato, con la que tuvo tres hijos: Giuseppe (1961), Christine (1962) y Diamante (1972). Hablaba seis idiomas.

### Palmarés deportivo

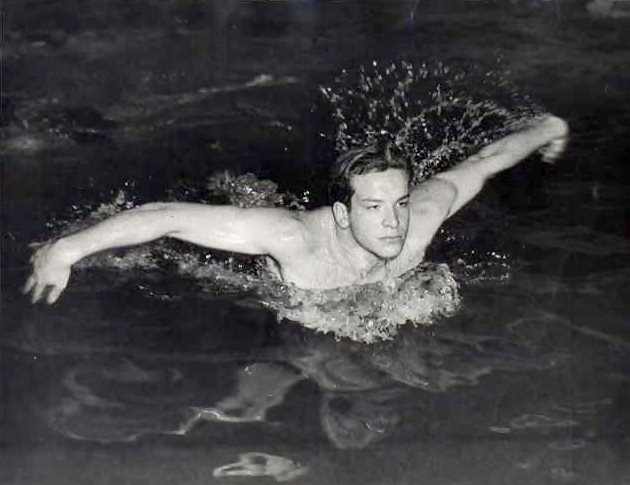
Carlo Pedersoli (Bud Spencer) a los 20 años compitiendo en 50 metros mariposa, en 1950.

A los 20 años, en 1949, comenzó a nadar para el club SS Lazio, y se proclamó campeón de Italia de los 100 metros libres, título que conquistaría en siete ocasiones consecutivas. Fue el primer nadador italiano que rebajó el muro del minuto en los 100 metros libres (19 de septiembre de 1950 en Salsomaggiore –con una marca de 59”5). Fue semifinalista olímpico en Helsinki 1952 y en Melbourne 1956, e integrante del “Settebello” de los años 50 en waterpolo.
De 1949 a 1956 fue siete veces campeón italiano en los 100 metros libres. Representó a Italia en los Juegos Mediterráneos de 1951 (en los que ganó dos medallas de plata), en los Juegos Mediterráneos de 1955 (ganó la medalla de oro con el equipo italiano de waterpolo), en los Juegos Olímpicos de Helsinki 1952 y en los Juegos Olímpicos de Melbourne 1956. 
Durante su estancia en Venezuela participó con el equipo nacional en el III Campeonato Grancolombiano de natación, celebrado en Caracas, en 1959.

### Carrera cinematográfica
Su primera aparición en el cine fue en Quo Vadis? (1950), haciendo de guardia del Imperio romano. Cambió su nombre por el de Bud Spencer en 1967 porque le gustaba Spencer Tracy y la cerveza Budweiser. Con ese nombre protagonizó su primer filme con el también actor italiano Terence Hill, en la película Dios perdona... yo no (1967), de la que ambos protagonizaron dos secuelas. La pareja protagonista de spaghetti westerns alcanzó su primer gran éxito con Le llamaban Trinidad (1971), que, aunque ambientada en el salvaje Oeste, ya ejemplificaba los derroteros artísticos por los que luego discurriría su carrera: cine de humor con catárticos finales a base de mamporrazos, y con una dualidad en los personajes basada en la fuerza expeditiva y acción directa de Bud frente al audaz y manipulador Terence. A esa película le siguió Le seguían llamando Trinidad (1972) y, en tercer lugar, Y después le llamaron el Magnífico (1972) que, por el título, generó la idea, errónea, de que se trataba de una trilogía.

### Otros
Carlo Pedersoli también fue autor de las canciones de algunas de las películas donde participó como actor.
Su pasión por la aeronáutica lo llevó a obtener la licencia de piloto privado, tanto de avioneta como de helicóptero. En 1981 fundó la línea aérea de carga Mistral Air, que pertenece ahora al correo italiano.
En 2009 hizo un anuncio de televisión para Bancaja, que se acompañó con la canción Born to be alive. El estilo del mismo recuerda las películas grabadas en la década de los setenta junto con Terence Hill, como fue el caso de Dos superpolicias.
En 2010 recibió, junto a Terence Hill, el Premio David de Donatello, otorgado por la Academia del Cine Italiano, por su trayectoria artística.

### Fallecimiento
Falleció en su casa en Roma a las 18:15 del lunes 27 de junio de 2016. Según declaró su hijo Giuseppe Pedersoli, su última palabra fue «Gracias».

## Filmografía

### En solitario

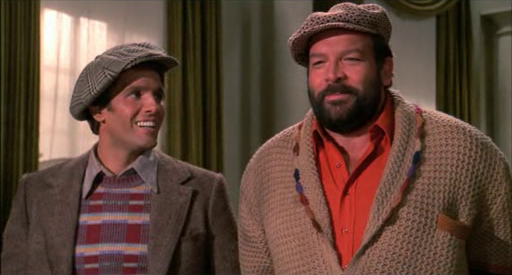
Giuliano Gemma y Bud Spencer en un fotograma de También los ángeles comen judías.

| Tetralogía Zapatones                                       |      |                                                                       |                              |
| Piedone lo sbirro                                          | 1973 | (El super-poli)                                                       | Inspector Rizzo "Zapatones". |
| Piedone a Hong Kong                                        | 1975 | (Pies grandes o Pies grandes va a Hong Kong o Zapatones en Hong Kong) | Inspector Rizzo "Zapatones". |
| Piedone l'africano                                         | 1978 | (¡Puños fuera!)                                                       | Inspector Rizzo "Zapatones". |
| Piedone d'Egitto                                           | 1980 | (Zapatones)                                                           | Inspector Rizzo "Zapatones". |
| Ciclo El supersheriff y el pequeño extraterrestre          |      |                                                                       |                              |
| Uno sceriffo extraterrestre - poco extra e molto terrestre | 1979 | (El sheriff y el pequeño extraterrestre)                              | sheriff Joe Scott.           |
| Chissà perché... capitano tutte a me                       | 1980 | (El supersheriff)                                                     | sheriff Joe Scott.           |
| Títulos independientes                                     |      |                                                                       |                              |
| Quo Vadis                                                  | 1951 | (Quo vadis?)                                                          | guarda imperial              |
| A Farewell to Arms                                         | 1957 | (Adiós a las armas')                                                  | carabiniere.                 |
| Annibale                                                   | 1959 | (Aníbal)                                                              |                              |
| Al di là della legge                                       | 1968 | (Más allá de la ley)                                                  |                              |
| Oggi a me... domani a te!                                  | 1968 | (Ojo por ojo o Hoy por ti, mañana por mí)                             |                              |
| Un esercito di cinque uomini                               | 1969 | (Un ejército de cinco hombres)                                        | Mesito.                      |
| Dio è con noi                                              | 1969 | (Y Dios está con nosotros)                                            | Cpl. Jelinek.                |
| 4 mosche di velluto grigio                                 | 1971 | (Cuatro moscas sobre terciopelo gris)                                 | Godfrey 'God'.               |
| Una ragione per vivere e una per morire                    | 1972 | (Una razón para vivir y una para morir)                               |                              |
| Si può fare... amigo                                       | 1972 | (En el oeste se puede hacer... amigo)                                 |                              |
| Torino nera                                                | 1972 | (Turín Negro)                                                         |                              |
| Anche gli angeli mangiano fagioli                          | 1973 | (También los ángeles comen judías)                                    | Charlie Smith.               |
| Il soldato di ventura                                      | 1976 | (El soldado de fortuna)                                               |                              |
| Charleston                                                 | 1977 | (Mr. Charleston y sus secuaces)                                       | Mr. Charleston.              |
| Lo chiamavano Bulldozer                                    | 1978 | (Le llamaban Pegafuerte o Pegafuerte)                                 |                              |
| Occhio alla penna                                          | 1981 | (Dos granujas en el oeste)                                            | Buddy.                       |
| Banana Joe                                                 | 1981 | (Banana Joe)                                                          | Banana Joe                   |
| Bomber                                                     | 1982 | (Bombardero)                                                          |                              |
| Cane e gatto                                               | 1982 | (Como el perro y el gato)                                             | de sargento Alan Parker.     |
| Aladin                                                     | 1986 | (Aladino)                                                             |                              |
| Un piede in paradiso                                       | 1991 | (Un zapatón en el paraíso)                                            | Bull Webster.                |
| Al límite                                                  | 1997 |                                                                       | Elorza.                      |
| Fuochi d'artificio                                         | 1997 |                                                                       | Músico                       |
| Hijos del viento (Entre la luz y las tinieblas)            | 2000 |                                                                       | Quintero.                    |
| Padre Esperanza,                                           | 2001 |                                                                       |                              |
| Cantando detrás del parabrisas                             | 2002 |                                                                       |                              |
| Pane e olio                                                | 2008 |                                                                       |                              |
| Tesoro, sono un killer                                     | 2009 |                                                                       |                              |

### Coprotagonizadas con Terence Hill

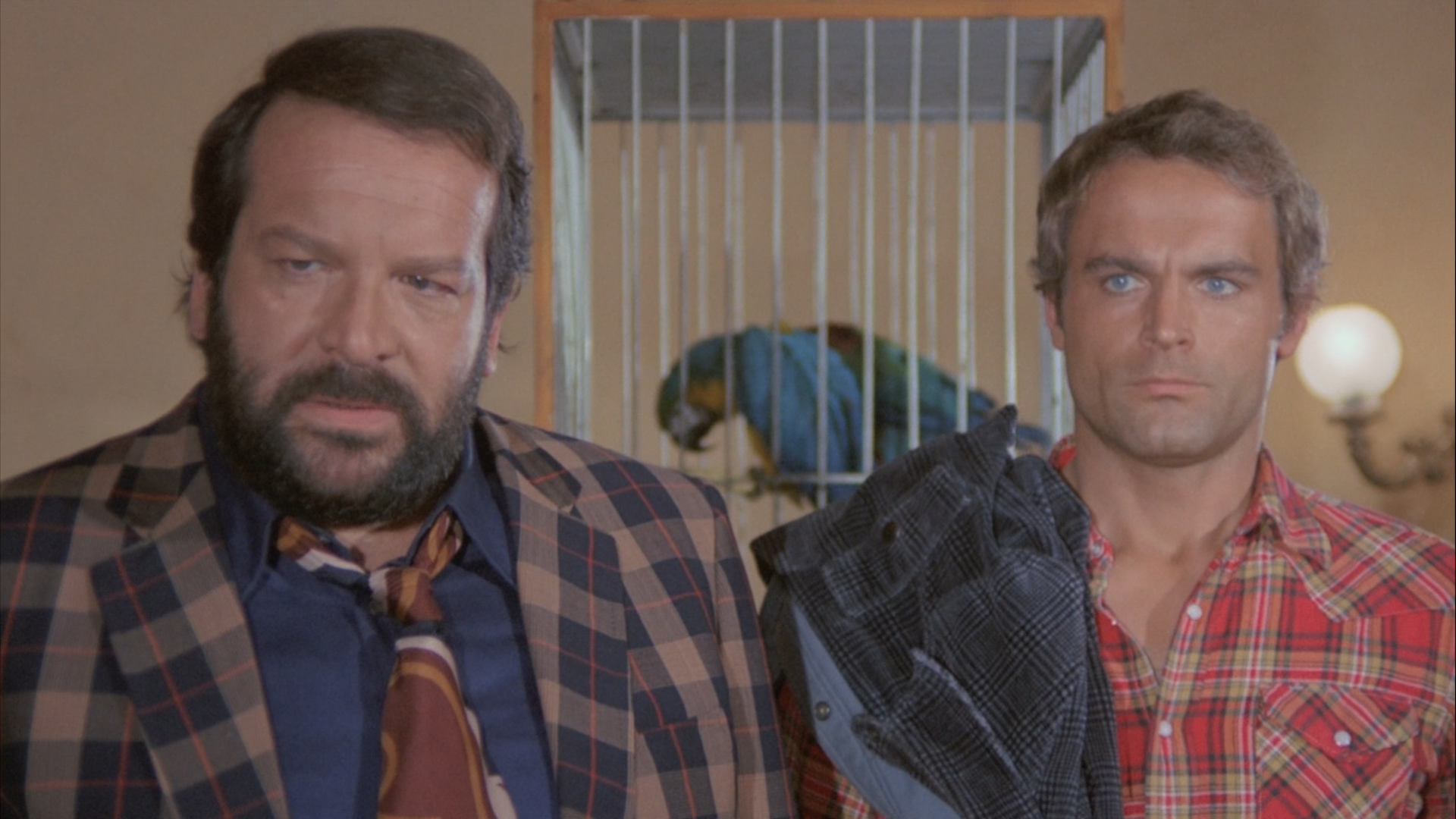
Terence Hill y Bud Spencer en un fotograma de uno de sus títulos juntos.

| Título original                             | Año  | Título en español                                                                          | Papel                                                    |
| ------------------------------------------- | ---- | ------------------------------------------------------------------------------------------ | -------------------------------------------------------- |
| Trilogía de Cat Stevens y Hutch Bessy       |      |                                                                                            |                                                          |
| Dio perdona... Io no!                       | 1967 | (Tú perdonas... yo no)                                                                     | Hutch Bessy "Earp".                                      |
| I quattro dell'ave Maria                    | 1968 | (Los cuatro truhanes)                                                                      | Hutch Bessy.                                             |
| La Collina degli stivali                    | 1969 | (La colina de las botas)                                                                   | Hutch Bessy.                                             |
| Ciclo Trinidad                              |      |                                                                                            |                                                          |
| Lo chiamavano Trinità...                    | 1970 | (Le llamaban Trinidad)                                                                     | «el Niño».                                               |
| Continuavano a chiamarlo Trinità            | 1971 | (Le seguían llamando Trinidad)                                                             | «el Niño».                                               |
| Títulos Independientes Junto a Terence Hill |      |                                                                                            |                                                          |
| Il corsaro nero                             | 1971 | (El corsario negro)                                                                        | Skull.                                                   |
| Più forte, ragazzi!                         | 1972 | (¡Más fuerte, muchachos!)                                                                  | Salud.                                                   |
| ...altrimenti ci arrabbiamo!                | 1974 | (... y si no, nos enfadamos! o Juntos son dinamita)                                        | Ben.                                                     |
| Porgi l'altra guancia                       | 1974 | (Dos misioneros)                                                                           | padre Pedro.                                             |
| I due superpiedi quasi piatti               | 1977 | (Dos contra el crimen o Dos superpolicías)                                                 | Wilbur Walsh.                                            |
| Pari e dispari                              | 1978 | (Par impar o Pares y nones)                                                                | Charlie Firpo.                                           |
| Io sto con gli ippopotami                   | 1979 | (Estoy con los hipopótamos o Jugamos con los hipopótamos)                                  | Tom.                                                     |
| Chi trova un amico, trova un tesoro         | 1981 | (Quien tiene un amigo... tiene un tesoro o El que encuentra un amigo, encuentra un tesoro) | Charlie O'Brien.                                         |
| Nati con la camicia                         | 1983 | (Dos locos con suerte o Dos super super esbirros)                                          | Doug O'Riordan "Mason".                                  |
| Non c'è due senza quattro                   | 1984 | (Dos súper dos o Dos puños contra Río)                                                     | Greg Wonder / Antonio Coimbra de la Coronilla y Azevedo. |
| Miami Supercops                             | 1985 | (Dos superpolicías en Miami)                                                               | Steve Forest.                                            |
| Botte di Natale                             | 1994 | (Y en Nochebuena... ¡Se armó el Belén!)                                                    | Moses.                                                   |

### Televisión
| Año       | Título original      | Televisión               | Papel         |
| --------- | -------------------- | ------------------------ | ------------- |
| 1988      | Big Man              | Miniserie (6 capítulos)  | Jack Clementi |
| 1991-1993 | Detective Extralarge | Miniserie (12 capítulos) |               |
| 1997      | Noi siamo angeli     | Miniserie (6 capítulos)  |               |
| 2001      | Tre per sempre       | Miniserie (8 capítulos)  |               |
| 2010      | I delitti del cuoco  | Miniserie (11 capítulos) |               |